# Rbb 88.8
rbb 88,8 est une station de radio publique berlinoise du diffuseur Rundfunk Berlin-Brandenburg. Elle diffuse en modulation de fréquence (88.8 FM) et sur le câble. Ses studios sont à Berlin.

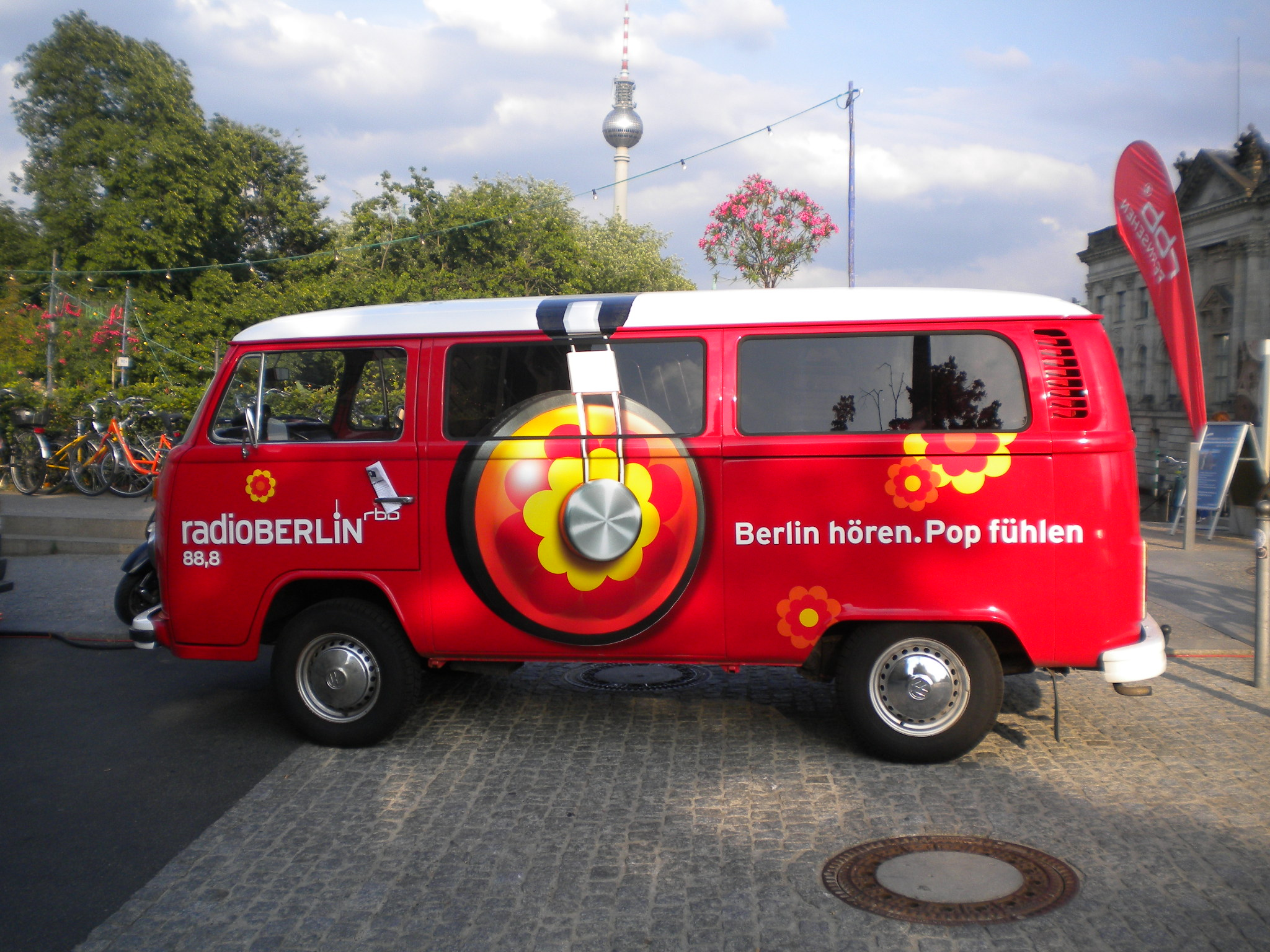

## Histoire
SFB 1 est une station de Berlin-Ouest née le 1er juin 1954. À partir du 1er janvier 1992 la SFB devient la station de la ville tout entière. SFB 1 est alors renommée Radio Berlin 88.8 puis plus tard 88 Acht. La station survit à la fusion entre SFB et Ostdeutscher Rundfunk Brandenburg en 2003. En 2005 elle change à nouveau de nom (Berlin 88.8) à la suite du changement de son format.

## Identité visuelle

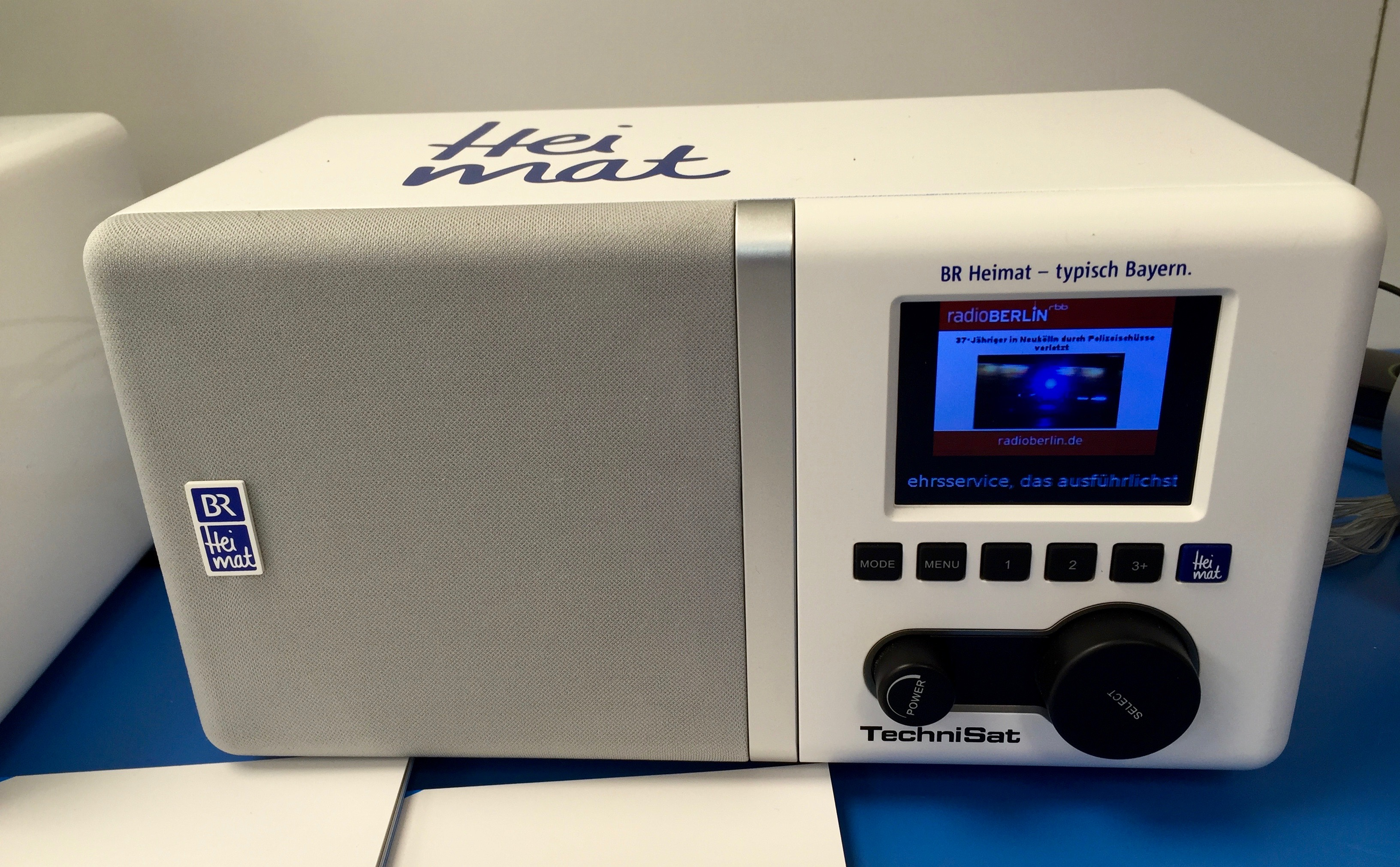
radioBERLIN sur DAB+

Ancien logo.
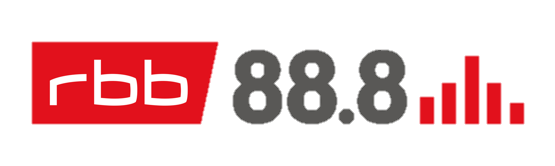
Logo actuel.